# Gana (Burkina Faso)
Pour les articles homonymes, voir Gana.
Gana est une commune rurale située dans le département de Doulougou de la province du Bazèga dans la région du Centre-Sud au Burkina Faso.

## Géographie
La commune de Gana est traversée par la route départementale 39.

## Santé et éducation
Gana accueille un centre de santé et de promotion sociale (CSPS).